# 후소샤
주식회사 후소샤(일본어: 扶桑社)는 도쿄도 미나토구 가이간 1가에 본사를 두고 있는 후지산케이 그룹 산하의 출판사이다.